# Albizia carbonaria
Albizia carbonaria är en ärtväxtart som beskrevs av Nathaniel Lord Britton. Albizia carbonaria ingår i släktet Albizia och familjen ärtväxter. Inga underarter finns listade i Catalogue of Life.